# Александър Йосифов
Вижте пояснителната страница за други личности с името Александър Йосифов.
Александър Йосифов е български композитор, диригент и музикален педагог. Дългогодишен директор на „Балкантон“, председател на Виенския клуб в София, професор в Нов български университет. Един от най-уважаваните и жанрово-разнообразни композитори от втората половина на 20 век.

## Биография
Роден е на 12 август 1940 г. в София. Син е на композитора, диригента и общественика Йоско Йосифов, който е диригент в Операта на Варна, а по-късно – и неин директор. Завършва музикалната гимназия във Варна, постъпва на служба във Военноморските сили и отговаря за художествената самодейност там, като едновременно с това започва своите опити като композитор. Там написва и посвещава песента „Добър път в Космоса, майоре“ на първия космонавт в света Юрий Гагарин и при неговото посещение в България лично му я подарява. Песента и до днес е в музея на космонавтиката в Русия. След завършване на гимназията близо две години работи в Оркестъра за народна музика на БНР, като си сътрудничи с Коста Колев и Димитър Динев. Александър Йосифов завършва Българската държавна консерватория в класа по композиция на проф. Панчо Владигеров, оперно-симфонично дирижиране при проф. Константин Илиев и пиано при проф. Жени Ковачева. Международно признание и успешно начало за кариерата на Александър Йосифов поставя първа награда за композиция, която той печели на конкурс за симфонични произведения в Триест (Италия) през 1968 г.
От 1972 г. е агент на Държавна сигурност. Кандидат-член на ЦК на БКП. През кариерата си е заемал и длъжността професор по оперно пеене с диригент в Националната музикална академия, а също така член на комисия към ВАК. Декан и зам.-ректор на Националната музикална академия.
Дългогодишен професор в Националната музикална академия „Панчо Владигеров“ и в Нов български университет, с големи заслуги в областта на музикално-образователната дейност.
Като педагог по специалността „Оперно пеене с диригент“ той е подготвил над 160 изпълнители и оперни певци, много от които пеят на световните оперни сцени.
Александър Йосифов е кавалер на „Почетен кръст за заслуги към Република Австрия“, почетен кръст за „Заслуги към културата на Полша“, на орден „Стара планина“ I степен, „Кирил и Методий“ I степен и др.
Бил е председател на Националния съвет за музика към Министерството на културата. Член е на Международната асоциация за клавирно дуо със седалище в Токио, Япония. Канен е многократно за председател и член на национални и международни музикални конкурси. От 1987 до 1990 г. е член на IMZ, Виена. Член на журито на фестивала „Златна роза“ в Монтрьо, Швейцария. Председател на Оперния фестивал в Стара Загора. Член е на Съюза на българските композитори. Председател на Националния съвет за музика към Министерството на културата. Президент на „Виенския клуб“ към посолството на Република Австрия в София.
Умира на 25 ноември 2016 г. в София.

## Албуми с негова музика
| Година | Албум                                                                 | Вид  | Издател   | Каталожен номер                 |
| ------ | --------------------------------------------------------------------- | ---- | --------- | ------------------------------- |
| 1965   | „Новогодишна целувка“, изп. Кирил Семов                               | SP   | Балкантон | ВТВ 10108                       |
| 1971   | „Новогодишна“/ „Сурвакари“                                            | SP   | Балкантон | ВТК 2968                        |
| 1972   | „Пее Лили Иванова“                                                    | SP   | Балкантон | ВТК 2946                        |
| 1973   | „Пътека до теб“                                                       | SP   | Балкантон | ВТК 3032                        |
| 1973   | „Как червената шапчица остана без шапчица“                            | SP   | Балкантон | ВАМ 6547                        |
| 1974   | „Пет лалета“                                                          | SP   | Балкантон | ВТК 3172                        |
| 1974   | „Александър Йосифов“/ „Р. Габичвадзе“                                 | LP   | Балкантон | BКА 1404                        |
| 1974   | „Александър Йосифов“/ „Панчо Владигеров“                              | LP   | Балкантон | BСА 1584                        |
| 1974   | „Вълкът и седемте козлета“                                            | LP   | Балкантон | ВЕА 1336                        |
| 1975   | „Тони Далара“                                                         | SP   | Балкантон | BTК 3195                        |
| 1975   | „Йорданка Христова“                                                   | SP   | Балкантон | ВТК 3230                        |
| 1975   | „Александър Райчев“/ „Александър Йосифов“                             | LP   | Балкантон | ВХА 1335                        |
| 1976   | „Априлци“                                                             | LP   | Балкантон | ВСА 1969                        |
| 1976   | „Болгарская эстрада. Песни Александра Йосифова на стихи Павла Матева“ | LP   | Мелодия   | С60–08223                       |
| 1976   | „Болгарская эстрада. Песни Александра Йосифова на стихи Павла Матева“ | EP   | Мелодия   | Г62–05827-8                     |
| 1976   | „Земята е техния път“                                                 | SP   | Балкантон | ВТК 3299                        |
| 1977   | „Ален мак '77“                                                        | SP   | Балкантон | ВТК 3405                        |
| 1977   | „Лили Иванова изпълнява песни от Александър Йосифов“                  | LP   | Балкантон | ВТА 2123                        |
| 1977   | „Снежанка и седемте джуджета“                                         | 2 LP | Балкантон | ВЕА 2133, ВЕА 2134              |
| 1977   | „Александър Йосифов“/ „Атанас Косев“                                  | LP   | Балкантон | ВСА 10104                       |
| 1980   | „Камбаните на монумента „Знаме на мира“                               | LP   | Балкантон | ВХА 10625                       |
| 1980   | „Завръщане при началото“, опера-оратория по текст на Павел Матев      | 2 LP | Балкантон | ВОА 10492, ВОА 10493            |
| 1982   | „Детски свят“/ „Червени връзки, вейте се!“                            | 2 LP | Балкантон | ВСА 10852, ВСА 10853            |
| 1983   | „Александър Йосифов. Избрани песни“                                   | LP   | Балкантон | ВТА 11150                       |
| 1983   | „Александър Йосифов. Панорама на българското музикално творчество“    | LP   | Балкантон | ВСА 1300/409                    |
| 1984   | „Александър Йосифов“/ „Добри Палиев“                                  | LP   | Балкантон | ВКА 10741                       |
| 1985   | „Александър Йосифов. Деветият ден на май“                             | LP   | Балкантон | ВСА 11075                       |
| 1986   | „Арко Ирис“, опера в две части, пет картини                           | 3 LP | Балкантон | ВОА 11655, ВОА 11656, ВОА 11657 |
| 1988   | „Александър Йосифов“                                                  | LP   | Балкантон | ВСА 11838                       |
| 1989   | „Патиланци“, опера за деца в две части                                | LP   | Балкантон | ВОА 12410                       |
| 2000   | „Александър Йосифов. Композиции“                                      | CD   | Gega New  | GD 161                          |

## Административна дейност
- Генерален директор на завода за грамофонни плочи „Балкантон“ (1968 – 1986).
- Заместник-председател на Комитета за телевизия и радио (1986 – 1989).
- Заместник-министър на просветата и образованието (1989 – 1991).
- Заместник-директор на Софийска национална опера (1991 – 1993).
- Последователно декан на вокалния факултет и заместник-ректор на Националната музикална академия „Панчо Владигеров“ – София (2000 – 2008).
- Председател на Комисията за музика и изкуства към ВАК (2006 – 2010).

### Периодът в „Балкантон“
От 1968 до 1986 г., в продължение на 18 години, Александър Йосифов е генерален директор на завода за грамофонни плочи „Балкантон“. В репертоара и музикалните издания той провежда политика на отразяване на върховите постижения на българските музиканти и осъществява записи на произведения от световната класика и съвременните български композитори.
С особена популярност се ползват сериите записи, като:
- поредица авторски плочи на всички български композитори – над 100;
- комплект Малер – симфонии в изпълнение на Софийска филхармония с диригент Емил Табаков;
- Квартетите на Бетовен и Моцарт в изпълнение на квартет „Димов“;
- Верди – „Реквием“, оперите „Аида“, „Кармен“, с Никола Николов, Юлия Винер, Александрина Милчева, Никола Гюзелев и диригент Иван Маринов;
- Мусоргски – „Хованщина“ и „Борис Годунов“ с Никола Гюзелев и диригент Руслан Райчев;
- с Райна Кабаиванска – записи на оперите: „Тоска“, „Мадам Бътерфлай“, „Манон Леско“, „Адриана Лекувръор“, „Франческа да Римини“;
- оперни рецитали на Гена Димитрова, Ана Томова-Синтова, Николай Гяуров, Никола Гюзелев, Стоян Попов, Нели Божкова и мн. др. – над 250 плочи;
- поредица грамофонни плочи с бележития бас Борис Христов – те са по лична инициатива на Йосифов, който спомага за връщането на Борис Христов в България и му предоставя възможност многократно да осъществява записи в „Балкантон“. С Борис Христов са записани църковно славянска литургия и „Многая лета“ с хора на Храм – паметника „Александър Невски“, Гречанинов – „Литургия Доместика“, песни от Гречанинов и т. н.;
- поредица от записи на църковно-славянска и българска музика;
- антология на българския фолклор;
- „Мистерията на българските гласове“, ансамбъл „Филип Кутев“, „Пирин“ и др.;
- плочи с милионен тираж на българска и чуждестранна поп и рок музика;
- поредица за децата, записи на приказки – над 100 заглавия;
- панорама на българското хорово изкуство и т. н.

В направление „международна търговия“ „Балкантон“, под ръководството на Александър Йосифов, установява контакти с едни от най-големите звукозаписни фирми в света и разпространява с успех заглавия от каталога на „Балкантон“: фирмата „EMI“ издава записите на Борис Христов и оперни рецитали; фирмата „RCA“ разпространява всички опери с Райна Кабаиванска; Марсел Селие издава по цял свят „Мистерията на българските гласове“ и т. н.
За първи път в България „Балкантон“ издава поредица от плочи с майсторите на световния джаз и купува лицензи на западно-европейски поп изпълнители.
В периода на управлението си взаимоотношенията между Йосифов и БНР са особено продуктивни за развитието и съхранението на българската музика. „Аз измислих една много ефективна система между двете институции с наполовина финансови разходи и с участието на най-добрите звукооператори и технически оборудвани студиа в Радиото. Там се записваше, а при нас се обработваха записите за грамофонни плочи, произвеждаха се и се разпространяваха. Същевременно Радиото ги пускаше в ефир и ги съхраняваше в радиофонда“, споделя Йосифов за работата си в „Балкантон“. Благодарение на неговата дейност като директор българската музикална култура достига до истински разцвет в страната и чужбина.

## Творчество
Автор е на над 1500 композиции във всички музикални жанрове: 26 опери и балети с 57 премиери и над 2000 спектакъла в България и в чужбина; кантатно-ораториални творби; 7 симфонии, 10 инструментални концерта; 52 опуса за клавирни дуа; хорова и детска музика; над 600 поп песни и 300 обработки на народни песни и танци.
През 1986 г. в Гданск, Полша, е премиерата на балета „Кръстоносци“ по романа на Хенрик Сенкевич. Тази постановка гастролира на много сцени в европейски оперни театри.
Особено популярни сред публиката са и детските опери на композитора, които са над 10 и се представят във всички оперни театри на България.
В Гданск, Полша, е поставяна и детската опера „Чудните приключения на Тошко Африкански“, като за 5 сезона там се играят рекордните 437 спектакъла.
Автор е на 58 опуса за клавирно дуо, които в последните години му донасят изключително международно признание. Новост в световната музикална литература са неговите „Канон и токата“ за два рояла на 16 ръце, изпълнявани с голям успех в Япония, за които получава „Специалната награда“ на Международния конкурс за композиция в Токио през 1997 г. На същия конкурс през 1999 г. Александър Йосифов печели голямата награда Grand Prix „Kanebo“ за „Прелюд и фуга“ № 2 за две клавирни дуа.
Уникално по форма е и неговото произведение „Симфония концертанте“ за две клавирни дуа и оркестър от 10 рояла (24 пианисти – 48 ръце), чиято световна премиера е в зала „Metropolitan Art Space“ в Токио, Япония през ноември 2000 г.
Творбата му „Архаичен танц“ за два рояла, 12 пианиста – 24 ръце е изпълнена с успех на фестивал в Bad Herrenalb, Германия през 2003 г. и на сцената на „Sayed Darwish Theatre“ – Alexandria Opera House в Египет през януари 2011 г. Включена е в компактдиска „Bolero Night“.
Сред изявите му на диригент са концерт със Солунската филхармония през 2000 г., оперен рецитал на Райна Кабаиванска със Софийската филхармония в зала „България“, 2004 г., концерт с Анна Томова-Синтова и майсторския ѝ клас в Зала 1 на НДК, 2009 г., над 40 концерта с Академичния симфоничен оркестър на Националната музикална академия „Панчо Владигеров“.
Пише много в областта на попмузиката. Негови произведения са изпълнявани на концерти и записвани за радио- и телевизионни предавания в различни страни. Голяма част от творчеството му е издадено.

### Музикално-сценични произведения

#### Опери и оперети
| Година | Заглавие               | Вид            | Град                      |
| ------ | ---------------------- | -------------- | ------------------------- |
| 1965   | Моряшка чест           | оперета        | Русе                      |
| 1976   | Завръщане при началото | опера-оратория | Стара Загора              |
| 1980   | Хан Крум – Ювиги       | опера          | София                     |
| 1982   | Златното копие         | комична опера  | Държавен музикален театър |
| 1983   | Арко Ирис              | опера          | София                     |
| 2002   | Съдба за двама         | опера          | София                     |

#### Опери за деца
- „Чудните приключения на Тошко Африкански“ (1981; 1982, Стара Загора),
- „Робинзон Крузо“ (1982; 1985, Стара Загора),
- „Патиланци“ (1986; 1987, София  НДК),
- „С бати Николай на разходка в зоопарка“,  телев. мюзикъл (1986),
- „Чудните приключения на пчелата Мая“ (1988; 1990, София  НДК),
- „Макс и Мориц“ (1992),
- „Чудните приключения на Пинокио в незнайния град“ (1994, Стара Загора),
- „Пътешествието на Доктор Охболи в далечна Африка“ (1998).

#### Балети
- „Снежанка и седемте джуджета“ – балет за деца (1997),
- „Юранд от Спихов (Кръстоносци)“ по Хенрик Сенкевич (1986, Гданск, Полша).

### Хорово-оркестрови

#### Оратории
За солисти, хор и симфоничен оркестър
- „Зеленото дърво“ (1966),
- „Големият бял път“ (1970),
- „Завръщане при началото (1975).

За рецитатор, солисти, хор, 2 клавирни дуа и струнни и ударни
- „Към XXI век“ (1998).

### За симфоничен оркестър
Симфонии
- №1 (1968),
- №2 (1969),
- №3 за соло бас и симфоничен оркестър (1970),
- №4 (1975),
- №5 „Прабългари“ (1980),
- №6 „Полифоника“ (1992) (вариант за камерен оркестър, 1992),
- №7 (1992).

Увертюри
- „Революцията“ (1966),
- „Младежка увертюра“ (1975),
- „Децата на планетата“ (1983),
- Токата (1992),
- „Пагане  Жрицата“ бал. музика (2003).

Концерт за оркестър
№1 (1978),
№2 (1981).
Концерти за пиано и оркестър
- №1 (1972) „На Панчо Владигеров“,
- №2 (1976),
- №3 (1992),
- №4 (1998) „В памет на Панчо Владигеров“;
- № 5 „На пианиста и композитора Йовчо Крушев“ (2004);

Концерти за цигулка и оркестър
- №1 (1979) „На Стойка Миланова“,
- №2 (1983) „На Минчо Минчев“.

Концерти за две пиана и оркестър
- №1 (1973),
- №2 (1989);
- Симфония-концертанте за 2 клавирни дуа и 10 рояла на 40 ръце (2000).
- Симфония-концертанте за виолончело и оркестър (1984).

За струнен оркестър
- Концерт за стр. орк. (1984),
- „Симфония Бреве“ (1988).
- „Прелюд и фуга“:
- №1 (1997),
- №2 (1998),
- №3 (1999).

Концерти
- за клавирно дуо и стр. орк. №2 (1992);
- за цигулка, виолончело и стр. орк. (1993);
- за флейта и стр. орк. (1994);
- за кавал и стр. орк. (1996);
- за обой и стр. орк. (1996).

3 концертини за две пиана и стр. орк.

### Камерна музика

#### Клавирни ансамбли
- „Канон и токата“ за 2 рояла на 16 ръце (1997),
- Симфониета „Антиква“ на 6 ръце (1996);
- „Щастливо ехо“ за 6 ръце (1998).

#### Клавирни дуа
- „Прелюд и Фуга“:
  - №1 (1997),
  - №2 за 2 клавирни дуа (1997),
  - №3 (върху Бах) (1998),
  - №4 „Хроматични“ (1998),
  - №5 „Фригийски“ (1999),
  - №,6 „Архаични“ (1999).
- Вариации върху „Хубава си моя горо“ (1987),
- „Балада“ (1988),
- 8 концертни пиеси за две клавирни дуа (1997),
- Соната (1998),
- Фантазия-концертанте за лява ръка и клавирно дуо (1998),
- 8 концертни виртуозни пиеси (1999),
- „Рондо-виртуозо БИС“ (1999),
- Прелюдия „Страната на изгряващото слънце“ (1999).

#### За пиано
- Соната (1976),
- „Азбука за най-малките пианисти“ (52 пиеси, 38 етюда) (1988),
- „Ръченица“ (1991),
- „Хоро“ (1991),
- „Елегия“ (1991),
- „Пасторал“ (1991),
- „Прабългарски танц“ (1991),
- „Импресия“ (1991),
- „Селски танц“ (1991),
- „Токата виртуоза“ (1991).

#### Вокални
- За сопран и пиано: „Сезоните на моята душа“ – цикъл 12 песни, текст Е. Крист (1996).
- За мецосопран и пиано: Цикъл пет песни (1992).
- За тенор и пиано: „Аве Мария“ (1998), „Пробудна песен“, текст Христо Ясенов, и „Към Родината“, текст Николай Лилиев (1999).
- За бас и пиано: Цикъл 5 песни (1993).

### Музика към игрални филми
- „Чертичката“, реж. Р. Узунов (1972);
- „Този хубав живот“, реж. М. Русева (1974),
- „Началото на деня“, реж. Д. Петров (1975),
- „Бягай... обичам те“, реж. Р. Узунов (1979),
- „Под едно небе“, реж. И. Хамраева (1981),
- „Руският консул“, реж. Н. Минкова (1981) и др.

### Поп музика
Автор е на много поп песни, изпълнени от Лили Иванова, Мустафа Чаушев, Богдана Карадочева, Йорданка Христова, Емил Димитров, Борис Гуджунов, Васил Найденов, „Тоника СВ“, Христо Кидиков и мн. др. Сред хитовете му са: „Боянският майстор“, „Молба“, „Реквием“, „Не си родена още ти“, „Синева“, „Люлякови нощи“, „Звезда“ и мн. други. Значителна част от пресните му са по текстове на Павел Матев.

### Народна музика
Има не малко обработки на народни песни. „След време установих, че фолклорната музика се е насаждала и насаждала в мене“, споделя композиторът.

### Дирижиране
Дирижирал е някои от майсторските класове по оперно пеене на Райна Кабаиванска.

## Награди и отличия
- Носител е на 19 награди от конкурси за композиция в: Япония (4 пъти, между които Гранд при, Канебо, 1999); Италия (2 пъти), Гърция (2 пъти), Полша (2 пъти), Югославия, Германия, Чехия, Русия, Турция, Бразилия, 2 пъти „Златният Орфей“; I награда на III национален конкурс за симфонично произведение „Балетна музика в 7/8“ (2003).
- Почетен орден за заслуги към културата на Полша (1986).
- Голяма награда „Grand Prix Kanebo“ – Международен конкурс за композиция за клавирно дуо, Токио, Япония (1999).
- „Почетен кръст за наука и изкуство“ на Република Австрия (2001).
- Орден „Стара планина“ I степен за изключително големите му заслуги към Република България в областта на културата (2005).
- Почетен гражданин на Стара Загора.
- Орден „Св. Св. Кирил и Методий“ I степен за големите му заслуги в областта на културата, изкуството и образованието и по повод 70-годишнината му (2010).
- Удостоен с почетния знак „Златен век“ – печат на Симеон Велики (2014).[35]